# محمد نمازی (حسابداری)
محمد نمازی (زاده شیراز) استاد تمام (پروفسور) حسابداری، و اولین استاد ممتاز حسابداری ایران، عضو هیئت علمی دانشکده اقتصاد، مدیریت و علوم اجتماعی دانشگاه شیراز و رئیس گروه حسابداری آن دانشگاه است. وی در ۲۲ اسفند ۱۳۹۱ مفتخر به دریافت جایزه ملی علامه طباطبایی از رئیس‌جمهوری ایران شد.

## زندگی‌نامه
محمد نمازی در شیراز زاده شد. پس از گرفتن دیپلم ریاضی در شیراز و دانش‌آموختگی از مقطع کارشناسی بانکداری از مؤسسه علوم بانکی ایران - تهران برای ادامه تحصیلات به آمریکا رفت. در آمریکا، مدرک کارشناسی ارشد خود را از دانشگاه کالیفرنیای جنوبی در رشته مدیریت بازرگانی (با گرایش حسابداری و اقتصاد) گرفت. پس از آن، دکتری تخصصی (PhD) خود را در رشته حسابداری از دانشگاه لینکن نبراسکا دریافت کرد.

## سوابق دانشگاهی
- دستیار تحقیق، دستیار تدریس و مربی حسابداری دانشگاه لینکلن نبراسکا (مدرس اصول حسابداری بازرگانی، اصول حسابداری مدیریت و حسابداری میانه)
- استادیار حسابداری دانشگاه ایالتی پنسیلوانیا (در شهر استیت کالج) (عهده‌دار تدریس حسابداری صنعتی و حسابداری مدیریت پیشرفته)
- عضو هیئت علمی دانشکده اقتصاد، مدیریت و علوم اجتماعی دانشگاه شیراز
- مدرس دوره دکتری حسابداری در دانشگاه تربیت مدرس و دانشگاه تهران
- سرپرست دوره دکتری حسابداری دانشگاه تربیت مدرس
- ریاست کمیته حسابداری سازمان مطالعه و تدوین کتب علوم انسانی دانشگاه‌ها (سمت)
- سردبیر مجله علوم اجتماعی و انسانی دانشگاه شیراز
- عضو هیئت تحریریه مجله بررسی‌های حسابداری و حسابرسی، دانشگاه تهران، مجله تحقیقات مالی، دانشگاه تهران، مجله علوم اجتماعی و انسانی، دانشگاه مازندران
- عضو هسته مطالعات پژوهشی بازرگانی استان فارس

## سوابق اجرایی (در دانشگاه شیراز)
- معاون اداری و مالی (دو بار)
- رئیس دانشکده ادبیات و علوم انسانی (سه بار)
- رئیس دایره حقوقی
- رئیس بخش حسابداری

## عضویت در کمیته‌ها
- عضویت در کمیته‌های مختلفی از جمله هیئت ممیزه دانشگاه شیراز، شورای دانشگاه شیراز، و هیئت تخصصی ممیزه دانشکده ادبیات و علوم انسانی
- ریاست کمیته‌های مختلفی از جمله کمیته رفاه، مسکن، طبقه‌بندی مشاغل و قرض‌الحسنه دانشگاه شیراز

## تالیفات

### کتاب‌ها
- کتاب «حسابداری مسئولیت‌پذیری» (به انگلیسی: Responsibility Accounting)، از انتشارات انجمن ملی حسابداران آمریکا (NAA)
- کتاب «مروری جامع به فنون چندمنظوره» (به انگلیسی: A Comprehensive Review of the Multi-Objective Techniques)، از انتشارات کمپانی ونس
- کتاب «تحقیقات تجربی در حسابداری: یک دیدگاه روش شناختی»، از انتشارات دانشگاه شیراز

کتاب «بررسی عملکرد اقتصادی بازار بورس اوراق بهادار در ایران»، از انتشارات وزارت امور اقتصادی و دارایی
- کتاب «حسابداری صنعتی (۲) بودجه‌بندی و کنترل سیستم‌های استاندارد»، از انتشارات سازمان سمت
- کتاب «کاربرد رایانه در حسابداری»، از انتشارات سازمان سمت
- کتاب حسابداری «مدیریت استراتژیک: از تئوری تا عمل» از انتشارات سازمان سمت

### مقالات
تألیف بیش از ۱۲۰ عنوان مقاله منتشره در مجلات معتبر داخلی و خارجی که عناوین آن‌ها در بخش مشخصات فردی وی در سایت دانشگاه شیراز موجود است.

## دریافت جایزه ملی علامه طباطبایی
محمد نمازی، ۲۲ اسفند ۱۳۹۱، به همراه ۳۱ استاد برجسته دانشگاه‌های ایران در آیین بزرگداشت برگزار شده در نهاد ریاست جمهوری مفتخر به دریافت جایزه ملی علامه طباطبایی از رئیس‌جمهور ایران، شد.